# Recologne (Alto Saona)
 Recologne  o Recologne-lès-Ray es una población y comuna francesa, situada en la región de Franco Condado, departamento de Alto Saona, en el distrito de Vesoul y cantón de Dampierre-sur-Salon.

## Demografía
| 20 | 26 | 24 | 23 | 29 | 15 | 34 |
| Para los censos de 1962 a 1999 la población legal corresponde a la población sin duplicidades (Fuente: INSEE [Consultar]) |    |    |    |    |    |    |